# Исэсаки (княжество)
Княжество Исэсаки (яп. 岩村田藩 Исэсаки-хан) — феодальное княжество (хан) в Японии периода Эдо (1601—1871). Исэсаки-хан располагался в провинции Кодзукэ (современная префектура Гумма) на острове Хонсю.

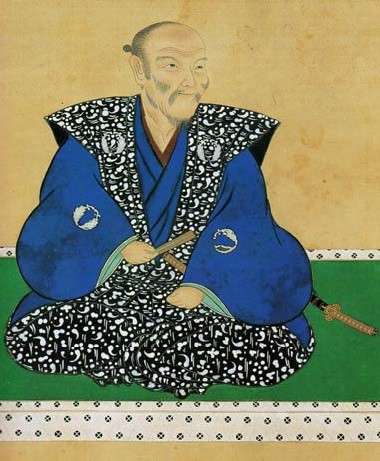
Инагаки Нагасигэ (1539—1612), 1-й даймё Исэсаки-хана (1601—1612)

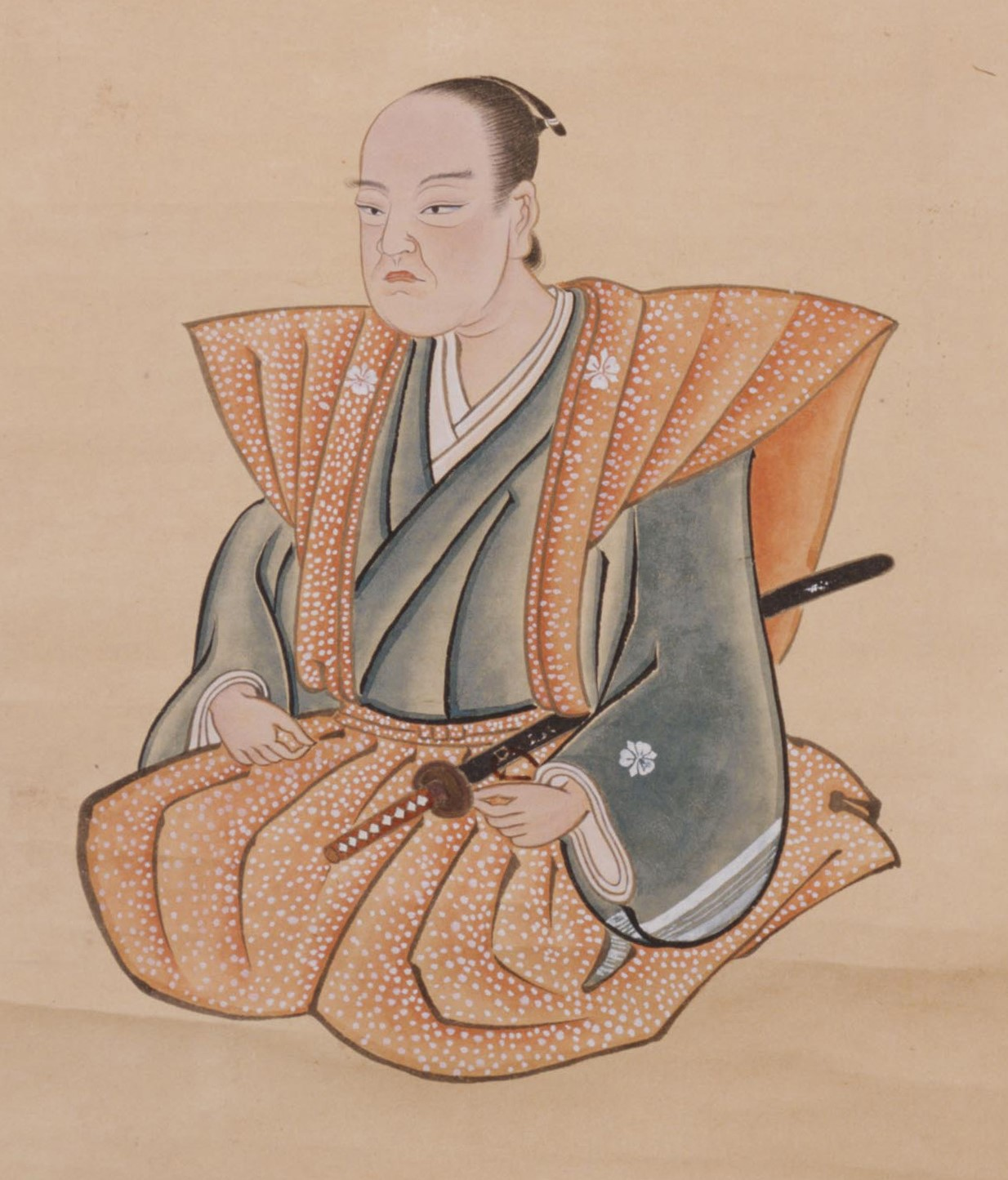
Сакаи Тадаё (1572—1636), 1-й даймё Исэсаки-хана (1616—1617)

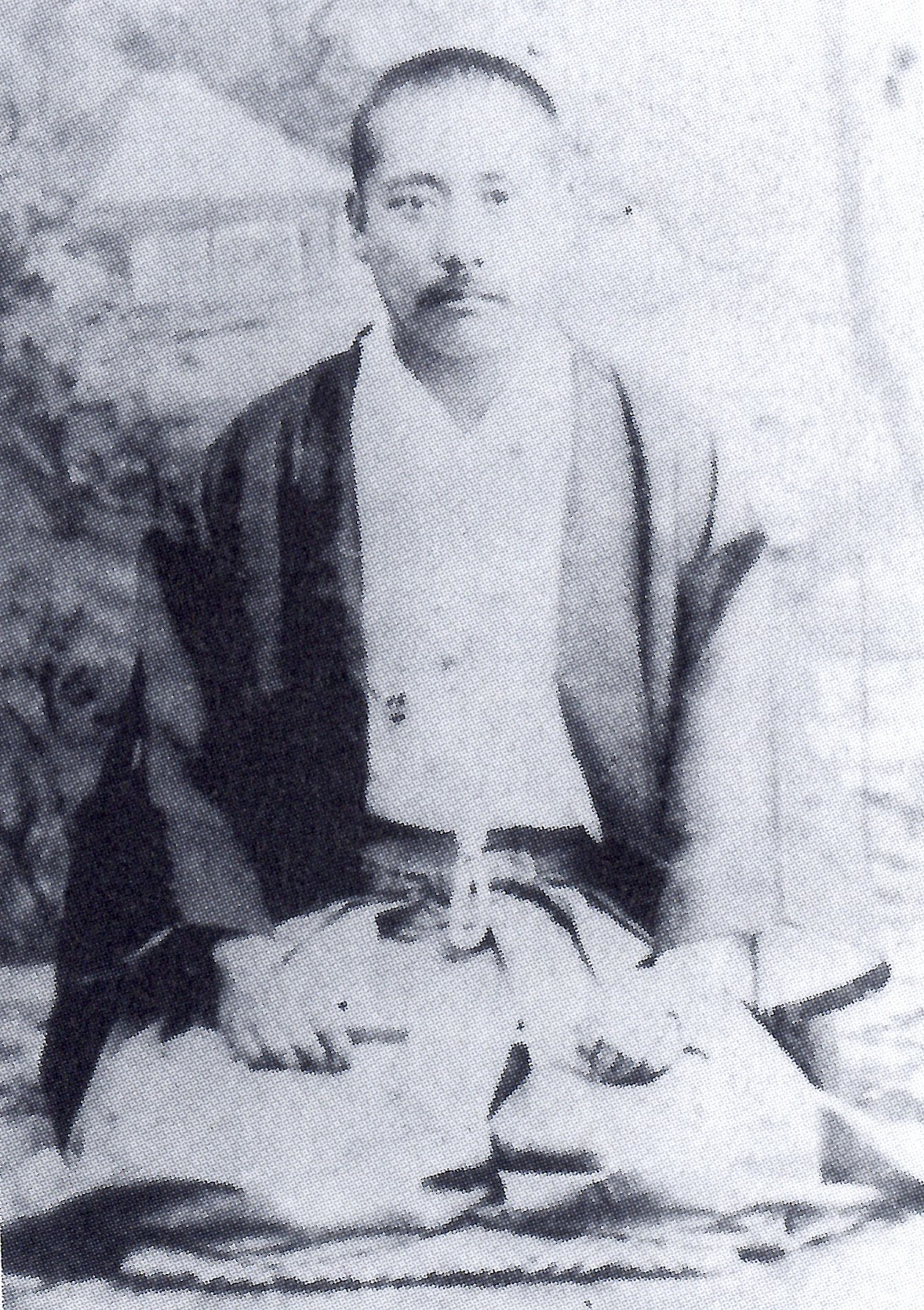
Сакаи Тадааки (1848—1896), последний даймё Исэсаки-хана (1868—1871)

Административный центр хана: Исэсаки jin’ya в провинции Кодзукэ (современный город Исэсаки, префектура Гумма). На протяжении большей части своей истории княжество Исэсаки находилось под властью младшей линии рода Сакаи.

## История
Исэсаки-хан был создан в 1601 году для Инагаки Нагасигэ (1539—1612), хатамото на службе клана Имагава, который принёс присягу на верность Токугава Иэясу. После того, как в 1590 году Токугава Иэясу получил под свой контроль регион Канто, он передал во владение домен с доходом 3 000 коку Инагаки Нагасигэ в провинции Кодзукэ и поручил ему защиту замка Ого. В 1601 году Инагаки Нагасигэ был возведён в ранг даймё и был награждён дополнительными владениями после конфискации Айдзу-хана у Уэсуги Кагэкацу. Его сын и преемник, Инагаки Сигэцуна (1583—1654), 2-й даймё Исэсаки-хана (1612—1616), в 1616 году был переведён в Фудзи-хан в провинции Этиго.
В 1616 году в Исэсаки-хан был переведён Сакаи Тадаё (1572—1636). В 1617 году он был переведён в Маэбаси-хан в провинции Кодзукэ. В 1636 году новым владельцем Исэсаки-хана был назначен Сакаи Тадаёси (1628—1705), сын Сакаи Тадаюки (1599—1636), 3-го даймё Маэбаси-хана. В 1662 году Сакаи Тадаёси был переведён в Коморо-хан в провинции Синано.
В 1681 году в Исэсаки-хан был переведён Сакаи Тадахиро (1666—1703), сын Сакаи Тадакиё (1624—1681), 4-го даймё Маэбаси-хана (1637—1681). Потомки Сакаи Тадахиро правили в княжестве Исэсаки вплоть до Реставрации Мэйдзи.
В период Бакумацу Исэсаки-хан участвовал в подавлении восстания в провинции Мито (1864—1865). Во время Войны Босин (1868—1869) Сакаи Тадацуё (1851—1868) быстро перешёл на сторону нового императорского правительства Мэйдзи.
В июле 1871 года после административно-политической реформы Исэсаки-хан был ликвидирован. На территории бывшего княжества первоначально была создана префектура Исэсаки, которая позднее стала частью префектуры Гумма.
Согласно переписи 1763 года, в княжестве Исэсаки проживало 1964 самурая в 520 домохозяйствах.

## Список даймё
| #                             | Имя и годы жизни                             | Правление | Титул                             | Ранг                        | Кокудара    | Примечания                                                                                   |
| ----------------------------- | -------------------------------------------- | --------- | --------------------------------- | --------------------------- | ----------- | -------------------------------------------------------------------------------------------- |
| Род Инагаки (фудай) 1601—1616 |                                              |           |                                   |                             |             |                                                                                              |
| 1                             | Инагаки Нагасигэ (1539-1612) (яп. 稲垣長茂() | 1601-1612 | нет                               | неизвестен                  | 10,000 коку | Старший сын Инагаки Сигэмунэ                                                                 |
| 2                             | Инагаки Сигэцуна (1583-1654) (яп. 稲垣重綱)  | 1612-1616 | Сэццу-но-ками (摂津守)            | Пятый нижний (従五 位下)    | 10,000 коку | Старший сын предыдущего                                                                      |
| Род Сакаи (фудай) 1616—1617   |                                              |           |                                   |                             |             |                                                                                              |
| 1                             | Сакаи Тадаё (1572-1636) (яп. 酒井忠世)       | 1616-1617 | Ута-но-ками (雅楽頭); Jijū (侍従) | Четвёртый нижний (従四位下) | 52,000 коку | Старший сын Сакаи Сигэтады (1549—1617), 1-го даймё Маэбаси-хана (1601—1617)                  |
| Род Сакаи (фудай) 1636—1662   |                                              |           |                                   |                             |             |                                                                                              |
| 1                             | Сакаи Тадаёси (1628-1705) (яп. 酒井忠能)     | 1636-1662 | Хюга-но-ками(日向守)              | Пятый нижний (従五位下)     | 22,500 коку | Второй сын Сакаи Тадаюки (1599—1636), даймё Маэбаси-хана (1636)                              |
| Род Сакаи (фудай) 1681—1871   |                                              |           |                                   |                             |             |                                                                                              |
| 1                             | Сакаи Тадахиро (1666-1703) (яп. 酒井忠寛)    | 1681-1703 | Симоцукэ-но-ками (下野守)         | Пятый нижний (従五位下)     | 20,000 коку | Третий сын Сакаи Тадакиё (1624—1681), даймё Маэбаси-хана (1637—1681)                         |
| 2                             | Сакаи Тадацугу (1690-1767) (яп. 酒井忠告)    | 1704-1763 | Симоцукэ-но-ками (下野守)         | Пятый нижний (従五位下)     | 20,000 коку | Сын Нисио Таданари (1653—1713), даймё Ёкосука-хана, приёмный сын предыдущего                 |
| 3                             | Сакаи Тадахару (1737-1801) (яп. 酒井忠温)    | 1763-1787 | Суруга-но-ками (駿河守)           | Пятый нижний (従五位下)     | 20,000 коку | Четвёртый сын Сакаи Тададзуми (1710—1772), 9-го даймё Маэбаси-хана, приёмный сын предыдущего |
| 4                             | Сакаи Тадаакира (1769-1819) (яп. 酒井忠哲)   | 1787-1805 | Симоцукэ-но-ками (下野守)         | Пятый нижний (従五位下)     | 20,000 коку | Второй сын предыдущего                                                                       |
| 5                             | Сакаи Тадаёси (1789-1817) (яп. 酒井忠寧)     | 1805-1817 | Синано-но-ками (信濃守)           | Пятый нижний (従五位下)     | 20,000 коку | Старший сын предыдущего                                                                      |
| 6                             | Сакаи Тадаката (1808-1834) (яп. 酒井忠良)    | 1817-1831 | Ига-но-ками (伊賀守)              | Пятый нижний (従五位下)     | 20,000 коку | Старший сын предыдущего                                                                      |
| 7                             | Сакаи Тадацунэ (1811-1868) (яп. 酒井忠恒)    | 1834-1851 | Сима-но-ками (志摩守)             | Пятый нижний (従五位下)     | 20,000 коку | Младший брат предыдущего                                                                     |
| 8                             | Сакаи Тадацуё (1836-1885) (яп. 酒井忠強)     | 1851-1868 | Симоцукэ-но-ками (下野守)         | Пятый нижний (従五位下)     | 20,000 коку | Сын предыдущего                                                                              |
| 9                             | Сакаи Тадааки (1848-1896) (яп. 酒井忠彰)     | 1868-1871 | Симоцукэ-но-ками (下野守)         | Пятый нижний (従五位下)     | 20,000 коку | Младший брат предыдущего                                                                     |